# Golden Globe per la migliore canzone originale
Il Golden Globe per la migliore canzone originale viene assegnato al compositore e paroliere di una canzone di un film dalla HFPA (Hollywood Foreign Press Association). Tale premio è stato assegnato per la prima volta nel 1962.

## Vincitori e candidati
L'elenco mostra il vincitore di ogni anno, seguito dai compositori e parolieri che hanno ricevuto una candidatura. Per ogni compositore e paroliere viene indicato il film che gli è valso la candidatura (titolo italiano e titolo originale tra parentesi.

### 1960
- 1962
  - Town without Pity, musica di Dimitri Tiomkin, testo di Ned Washington - La città spietata (Town without Pity)
- 1965
  - Circus World, musica di Dimitri Tiomkin, testo di Ned Washington - Il circo e la sua grande avventura (Circus World)
  - Dear Heart, musica di Henry Mancini, testo di Jay Livingston e Ray Evans - Tre donne per uno scapolo (Dear Heart)
  - From Russia with Love, musica di John Barry, testo di Lionel Bart e Monty Norman - A 007, dalla Russia con amore (From Russia with Love)
  - Sunday in New York, musica di Peter Nero, testo di Carroll Coates e Roland Everett - Una domenica a New York (Sunday in New York)
  - Where Love Has Gone, musica di Jimmy Van Heusen, testo di Sammy Cahn - Quando l'amore se n'è andato (Where Love Has Gone)
- 1966
  - Forget Domani[1], musica di Riz Ortolani, testo di Melvin Frank - Una Rolls - Royce gialla (The Yellow Rolls-Royce)
  - The Ballad of Cat Ballou, musica di Jerry Livingston, testo di Mack David - Cat Ballou (Cat Ballou)
  - The Sweetheart Tree, musica di Henry Mancini, testo di Johnny Mercer - La grande corsa (The Great Race)
  - The Shadow of Your Smile, musica di Johnny Mandel, testo di Paul Francis Webster - Castelli di sabbia (The Sandpiper)
  - That Funny Feeling, testo e musica di Bobby Darin - Quello strano sentimento (That Funny Feeling)
- 1967
  - Strangers in the Night, musica di Bert Kaempfert, testo di Charles Singleton e Eddie Snyder - M5 Codice Diamanti (A Man Could Get Killed)
  - Alfie, musica di Burt Bacharach, testo di Hal David - Alfie (Alfie)
  - Born Free, musica di John Barry, testo di Don Black - Nata libera (Born Free)
  - Georgy Girl, musica di Tom Springfield, testo di Jim Dale - Georgy, svegliati (Georgy Girl)
  - A Man and a Woman, musica di Francis Lai, testo di Pierre Barouh - Un uomo, una donna (Un homme et une femme)
- 1968
  - If Ever I Should Leave You, musica di Frederick Loewe, testo di Alan Jay Lerner - Camelot (Camelot)
  - Talk to the Animals, musica e testo di Leslie Bricusse - Il favoloso dottor Dolittle (Doctor Dolittle)
  - Please Don't Gamble with Love, musica e testo di Jerry Styner e Guy Hemric - Ski Fever (Ski Fever)
  - Thoroughly Modern Millie, musica e testo di Jimmy Van Heusen e Sammy Cahn - Millie (Thoroughly Modern Millie)
  - Des Ronds dans l'Eau, musica e testo di Norman Gimbel e Francis Lai - Vivere per vivere (Vivre pour vivre)
- 1969
  - The Windmills of Your Mind, musica di Michel Legrand, testo di Alan Bergman e Marilyn Bergman - Il caso Thomas Crown (The Thomas Crown Affair)
  - Buona Sera, Mrs. Campbell, testo e musica di Riz Ortolani e Melvin Frank - Buonasera, signora Campbell (Buona Sera, Mrs. Campbell)
  - Chitty Chitty Bang Bang, musica e testo di Richard M. Sherman e Robert B. Sherman - Citty Citty Bang Bang (Chitty Chitty Bang Bang)
  - Funny Girl, musica di Jule Styne, testo di Bob Merrill - Funny Girl (Funny Girl)
  - Star!, musica di Jimmy Van Heusen, testo di Sammy Cahn e Marilyn Bergman - Un giorno... di prima mattina (Star!)

### 1970
- 1970
  - Jean, musica e testo di Rod McKuen - La strana voglia di Jean (The Prime of Miss Jean Brodie)
  - Raindrops Keep Fallin' on My Head, musica di Burt Bacharach, testo di Hal David - Butch Cassidy (Butch Cassidy and the Sundance Kid)
  - The Time for Love Is Any Time, musica di Quincy Jones, testo di Cynthia Weil - Fiore di cactus (Cactus Flower)
  - Goodbye, Columbus, testo e musica di Jim Yester - La ragazza di Tony (Goodbye, Columbus)
  - What Are You Doing the Rest of Your Life?, musica di Michel Legrand, testo di Alan Bergman e Marilyn Bergman - Lieto fine (The Happy Ending)
  - Stay, musica di Ernest Gold, testo di Norman Gimbel - Il segreto di Santa Vittoria (The Secret of Santa Vittoria)
  - True Grit, musica di Elmer Bernstein, testo di Don Black - Il Grinta (True Grit)
- 1971
  - Whistling Away the Dark, musica di Henry Mancini, testo di Johnny Mercer - Operazione Crêpes Suzette (Darling Lili)
  - Ballad of Little Fauss and Big Halsey, musica e testo di Johnny Cash - Lo spavaldo (Little Fauss and Big Halsy)
  - Till Love Touches Your Life, musica di Riz Ortolani, testo di Arthur Hamilton - La valle dei Comanches (Madron)
  - Pieces of Dreams, musica di Michel Legrand, testo di Alan Bergman e Marilyn Bergman - Noi due (Pieces of Dreams)
  - Thank You Very Much, musica e testo di Leslie Bricusse - La più bella storia di Dickens (Scrooge)
- 1972
  - Life Is What You Make It, musica di Marvin Hamlisch, testo di Johnny Mercer - Vedovo aitante, bisognoso affetto offresi anche babysitter (Kotch)
  - Rain Falls Anywhere It Wants To, musica di Laurence Rosenthal, testo di Alan Bergman e Marilyn Bergman - L'elefante africano (The African Elephant)
  - Something More, musica di Quincy Jones, testo di Bradford Craig - Honky
  - Long Ago Tomorrow, musica di Burt Bacharach, testo di Hal David - La luna arrabbiata (The Raging Moon)
  - Theme from Shaft, musica e testo di Isaac Hayes - Shaft il detective (Shaft)
- 1973
  - Ben, musica di Walter Scharf, testo di Don Black, cantata da Michael Jackson - Ben (Ben)
  - Carry Me, musica di Bob Alcivar, testo di Randy McNeill - Le farfalle sono libere (Butterflies Are Free)
  - Mein Herr, musica di John Kander, testo di Fred Ebb - Cabaret (Cabaret)
  - Money, Money, musica di John Kander, testo di Fred Ebb - Cabaret (Cabaret)
  - Dueling Banjos, musica di Arthur Smith, adattamento di Steve Mandel e Eric Weissberg- Un tranquillo weekend di paura (Deliverance)
  - Marmalade, Molasses & Honey, musica di Maurice Jarre, testo di Marilyn Bergman e Alan Bergman - L'uomo dai 7 capestri (The Life and Times of Judge Roy Bean)
  - Take Me Home, musica di Johnny Mandel, testo di Marilyn Bergman e Alan Bergman - Molly and Lawless John (Molly and Lawless John)
  - The Morning After, musica e testo di Al Kasha e Joel Hirschhorn - L'avventura del Poseidon (The Poseidon Adventure)
- 1974
  - The Way We Were, musica di Marvin Hamlisch, testo di Alan Bergman e Marilyn Bergman - Come eravamo (The Way We Were)
  - Breezy's Song, musica di Michel Legrand, testo di Alan Bergman e Marilyn Bergman - Breezy (Breezy)
  - Lonely Looking Sky, musica e testo di Neil Diamond - Il gabbiano Jonathan Livingston (Jonathan Livingston Seagull)
  - Rosa Rosa, musica di Dov Seltzer, testo di Haim Hefer - Kazablan (Kazablan)
  - Send a Little Love My Way, musica di Henry Mancini, testo di Hal David - I duri di Oklahoma (Oklahoma Crude)
  - All That Love Went to Waste, musica di George Barrie, testo di Sammy Cahn - Un tocco di classe (A Touch of Class)
- 1975
  - I Feel Love, musica di Euel Box, testo di Betty Box - Beniamino (Benji)
  - On and On, musica e testo di Curtis Mayfield - Claudine (Claudine)
  - Sail the Summer Winds, musica di John Barry, testo di Don Black - Il ragazzo del mare (The Dove)
  - I Never Met a Rose, musica di Frederick Loewe, testo di Alan Jay Lerner - Il piccolo principe (The Little Prince)
  - We May Never Love Like This Again, musica e testo di Al Kasha e Joel Hirschhorn - L'inferno di cristallo (The Towering Inferno)
- 1976
  - I'm Easy, musica e testo di Keith Carradine - Nashville (Nashville)
  - How Lucky Can You Get, musica e testo di Fred Ebb e John Kander - Funny Lady (Funny Lady)
  - Richard's Window, musica di Charles Fox, testo di Norman Gimbel - Una finestra sul cielo (The Other Side of the Mountain)
  - My Little Friend, musica di Roy Budd, testo di Sammy Cahn - Buona fortuna maggiore Bradbury (Paper Tiger)
  - Now That We're in Love, musica di George Barrie, testo di Sammy Cahn - W.H.I.F.F.S. - La guerra esilarante del soldato Frapper (Whiffs)
- 1977
  - Evergreen, musica di Barbra Streisand e testo di Paul Williams - È nata una stella (A Star Is Born)
  - Bugsy Malone, musica e testo di Paul Williams - Piccoli gangsters (Bugsy Malone)
  - (Theme from) Car Wash, musica e testo di Norman Whitfield - Car Wash - Stazione di servizio (Car Wash)
  - I'd Like to Be You for a Day, musica di Joel Hirschhorn, testo di Al Kasha - Tutto accadde un venerdì (Freaky Friday)
  - Hello and Goodbye, musica di Elmer Bernstein, testo di Alan Bergman e Marilyn Bergman- Da mezzogiorno alle tre (From Noon Till Three)
  - So Sad the Song, musica e testo di Michael Masser e Gerry Goffin - Pipe Dreams (Pipe Dreams)
- 1978
  - You Light Up My Life, musica e testo di Joseph Brooks - Tu accendi la mia vita (You Light Up My Life)
  - Down Deep Inside, musica di John Barry, testo di John Barry e Donna Summer - Abissi (The Deep)
  - New York, New York, musica di John Kander, testo di Fred Ebb - New York, New York (New York, New York)
  - How Deep Is Your Love?, musica e testo di Barry Gibb, Maurice Gibb e Robin Gibb - La febbre del sabato sera (Saturday Night Fever)
  - Nobody Does It Better, musica di Marvin Hamlisch, testo di Carole Bayer Sager - 007 - La spia che mi amava (The Spy Who Loved Me)
- 1979
  - Last Dance, musica e testo di Paul Jabara - Grazie a Dio è venerdì (Thank God It's Friday)
  - Ready to Take a Chance Again, musica di Charles Fox, testo di Norman Gimbel - Gioco sleale (Foul Play)
  - You're the One that I Want, musica e testo di John Farrar - Grease (Grease)
  - Grease, musica e testo di Barry Gibb - Grease (Grease)
  - The Last Time I Felt Like This, musica di Marvin Hamlisch, testo di Alan Bergman e Marilyn Bergman - Lo stesso giorno, il prossimo anno (Same Time, Next Year)

### 1980
- 1980
  - The Rose, musica e testo di Amanda McBroom - The Rose (The Rose)
  - Through the Eyes of Love, musica di Marvin Hamlisch e testo di Carole Bayer Sager - Castelli di ghiaccio (Ice Castles)
  - The Main Event, musica e testo di Paul Jabara e Bruce Roberts - Ma che sei tutta matta? (The Main Event)
  - The Rainbow Connection, musica e testo di Paul Williams e Kenny Ascher - Ecco il film dei Muppet (The Muppet Movie)
  - Better Than Ever, musica di Marvin Hamlisch e testo di Carole Bayer Sager - E ora: punto e a capo (Starting Over)
- 1981
  - Fame, musica di Michael Gore, testo di Dean Pitchford - Saranno famosi (Fame)
  - Call Me, musica e testo di Deborah Harry e Giorgio Moroder - American Gigolò (American Gigolo)
  - Yesterday's Dreams, musica di Michel Legrand, testo di Carol Connors - Ricominciare ad amarsi ancora (Falling in Love Again)
  - Love on the Rocks, musica e testo di Neil Diamond e Gilbert Bécaud - La febbre del successo - Jazz Singer (The Jazz Singer)
  - Nine to Five, musica e testo di Dolly Parton - Dalle 9 alle 5... orario continuato (Nine to Five)
- 1982
  - Arthur's Theme (Best That You Can Do), musica e testo di Burt Bacharach, Carole Bayer Sager, Christopher Cross e Peter Allen - Arturo (Arthur)
  - It's Wrong For Me To Love You, musica di Ennio Morricone e testo di Carol Connors - Butterfly - Il sapore del peccato (Butterfly)
  - Endless Love, musica e testo di Lionel Richie - Amore senza fine (Endless Love)
  - For Your Eyes Only, musica di Bill Conti, testo di Mick Leeson - Solo per i tuoi occhi (For Your Eyes Only)
  - One More Hour, musica e testo di Randy Newman - Ragtime (Ragtime)
- 1983
  - Up Where We Belong, musica di Jack Nitzsche e Buffy Sainte-Marie e testo di Will Jennings - Ufficiale e gentiluomo (An Officer and a Gentleman)
  - Theme from Cat People, musica di Giorgio Moroder e testo di David Bowie - Il bacio della pantera (Cat People)
  - Making Love, musica di Burt Bacharach e Bruce Roberts, testo di Bruce Roberts e Carole Bayer Sager - Making Love (Making Love)
  - Eye of the Tiger, musica e testo di Jim Peterik e Frankie Sullivan III - Rocky III (Rocky III)
  - If We Were in Love, musica di John Williams, testo di Alan Bergman e Marilyn Bergman - Yes, Giorgio (Yes, Giorgio)
- 1984
  - Flashdance... What a Feeling, musica di Giorgio Moroder e testo di Keith Forsey e Irene Cara - Flashdance (Flashdance)
  - Maniac, musica e testo di Michael Sembello e Dennis Matkosky - Flashdance (Flashdance)
  - Far from Over, musica e testo di Frank Stallone e Vince DiCola - Staying Alive (Staying Alive)
  - Over You, musica e testo di Austin Roberts e Bobby Hart - Tender Mercies - Un tenero ringraziamento (Tender Mercies)
  - The Way He Makes Me Feel, musica di Michel Legrand, testo di Alan Bergman e Marilyn Bergman - Yentl (Yentl)
- 1985
  - I Just Called to Say I Love You, musica e testo di Stevie Wonder - La signora in rosso (The Woman in Red)
  - Against All Odds (Take a Look at Me Now), musica e testo di Phil Collins - Due vite in gioco (Against All Odds)
  - Footloose, musica e testo di Kenny Loggins e Dean Pitchford - Footloose (Footloose)
  - Ghostbusters, musica e testo di Ray Parker Jr. - Ghostbusters - Acchiappafantasmi (Ghostbusters)
  - Broad Street, musica e testo di Paul McCartney - Footloose (Give My Regards to Broad Street)
  - When Doves Cry, musica e testo di Prince - Purple Rain (Purple Rain)
- 1986
  - Say You, Say Me, musica e testo di Lionel Richie - Il sole a mezzanotte (White Nights)
  - The Power of Love, musica di Chris Hayes e Johnny Colla, testo di Huey Lewis - Ritorno al futuro (Back to the Future)
  - Rhythm of the Night, musica e testo di Diane Warren - L'ultimo drago (The Last Dragon)
  - We Don't Need Another Hero, musica e testo di Terry Britten e Graham Lyle - Mad Max - Oltre la sfera del tuono (Mad Max Beyond Thunderdome)
  - A View to a Kill, musica e testo di John Barry e Duran Duran - Agente 007 - Bersaglio mobile (A View to a Kill)
- 1987
  - Take My Breath Away, musica di Giorgio Moroder, testo di Tom Withlock - Top Gun (Top Gun)
  - Somewhere Out There, musica di James Horner e Barry Mann, testo di Cynthia Weil - Fievel sbarca in America (An American Tail)
  - Glory of Love, musica di Peter Cetera e David Foster, testo di Peter Cetera e Diane Nini - Karate Kid, il momento della verità II (The Karate Kid Part II)
  - Sweet Freedom, testo e musica di Rod Temperton - Una perfetta coppia di svitati (Running Scared)
  - Life in a Looking Glass, musica di Henry Mancini, testo di Leslie Bricusse - Così è la vita (That's Life!)
  - They Don't Make Them Like They Used to, testo e musica di Burt Bacharach, Carole Bayer Sager e Kenny Rogers - Due tipi incorreggibili (Tough Guys)
- 1988
  - (I've Had) The Time of My Life, musica di Frankie Previte, John DeNicola, Donald Markowitz, testo di Frankie Previte - Dirty Dancing - Balli proibiti (Dirty Dancing)
  - Shakedown, musica e testo di Harold Faltermeyer e Keith Forsey - Beverly Hills Cop II
  - Nothing's Gonna Stop Us Now, musica e testo di Albert Hammond e Diane Warren - Mannequin (Mannequin)
  - The Secret of My Success, musica e testo di Jack Blades, David Foster, Tom Keane e Michael Landau - Il segreto del mio successo (The Secret of My Success)
  - Who's That Girl, musica e testo di Patrick Leonard e Madonna - Who's That Girl? (Who's That Girl?)
- 1989
  - Two Hearts, musica di Lamont Dozier e testo di Phil Collins - Buster (Buster)
  - Let the River Run, musica e testo di Carly Simon - Una donna in carriera (Working Girl)
  - When a Woman Loves a Man, musica e testo di Bernard Hanighen, Gordon Jenkins e John Mercer - Bull Durham - Un gioco a tre mani (Bull Durham)
  - Kokomo, musica e testo di Mike Love, Scott Mackenzie, Terry Melcher e John Phillips - Cocktail (Cocktail)
  - Why Should I Worry?, musica e testo di Lorrin Bates e Skip Scarborough - Oliver & Company (Oliver & Company)
  - Twins, musica di Tom Snow e testo di Dean Pitchford - I gemelli (Twins)

### 1990
- 1990
  - Under the Sea, musica di Alan Menken e testo di Howard Ashman - La sirenetta (The Little Mermaid)
  - After All, musica di Tom Snow e testo di Dean Pitchford - Uno strano caso (Chances Are)
  - Kiss the Girl, musica di Alan Menken e testo di Howard Ashman - La sirenetta (The Little Mermaid)
  - I Love to See You Smile, musica e testo di Randy Newman - Parenti, amici e tanti guai (Parenthood)
  - The Girl Who Used to Be Me, musica di Marvin Hamlisch e testo di Alan e Marilyn Bergman - Shirley Valentine - la mia seconda vita (Shirley Valentine)
- 1991
  - Blaze of Glory, musica e testo di Jon Bon Jovi - Young Guns II - la Leggenda di Billy the Kid (Young Guns II)
  - Sooner or Later (I Always Get My Man), musica e testo di Stephen Sondheim - Dick Tracy (Dick Tracy)
  - What Can You Lose?, musica e testo di Stephen Sondheim - Dick Tracy (Dick Tracy)
  - Promise Me You'll Remember, musica di Carmine Coppola e testo di John Bettis - Il padrino - Parte III (The Godfather: Part III)
  - I'm Checkin' Out, musica e testo di Shel Silverstein - Cartoline dall'inferno (Postcards From the Edge)
- 1992
  - Beauty and the Beast, musica di Alan Menken e testo di Howard Ashman - La bella e la bestia (Beauty and the Beast)
  - Dreams to Dream, musica di James Horner e testo di Will Jennings - Fievel conquista il West (An American Tail: Fievel Goes West)
  - Be Our Guest, musica di Alan Menken e testo di Howard Ashman - La bella e la bestia (Beauty and the Beast)
  - (Everything I Do) I Do It for You, musica di Michael Kamen e testo di Bryan Adams e Robert John Lange - Robin Hood - Principe dei ladri (Robin Hood: Prince of Thieves)
  - Tears in Heaven, musica di Eric Clapton e testo di Will Jennings - Effetto allucinante (Rush)
- 1993
  - A Whole New World, musica di Alan Menken e testo di Tim Rice - Aladdin (Aladdin)
  - Friend Like Me, musica di Alan Menken e testo di Howard Ashman - Aladdin (Aladdin)
  - Prince Ali, musica di Alan Menken e testo di Howard Ashman - Aladdin (Aladdin)
  - This Used to Be My Playground, testo e musica di Madonna e Shep Pettibone - Ragazze vincenti (A League of Their Own)
  - Beautiful Maria of My Soul, musica di Robert Kraft e testo di Arne Glimcher - I re del mambo (The Mambo Kings)
- 1994
  - Streets of Philadelphia, musica e testo di Bruce Springsteen - Philadelphia (Philadelphia)
  - The Day I Fall in Love, musica e testo di Carole Bayer Sager, James Ingram e Clif Magness - Beethoven 2 (Beethoven's 2nd)
  - (You Made Me the) Thief of Your Heart, musica e testo di Bono, Gavin Friday e Maurice Seezer - Nel nome del padre (In the Name of the Father)
  - Stay, musica degli U2 e testo di Bono - Così lontano, così vicino (In weiter Ferne, so nah!)
  - Again, musica e testo di Janet Jackson, James Harris III e Terry Lewis - Poetic Justice (Poetic Justice)
- 1995
  - Can You Feel the Love Tonight, musica di Elton John e testo di Tim Rice - Il re leone (The Lion King)
  - The Color of Night, musica e testo di Jud Friedman, Lauren Christy e Dominic Frontiere - Il colore della notte (Color of Night)
  - Look What Love Has Done, musica e testo di Carol Bayer Sager, James Newton Howard, James Ingram e Patty Smyth - Junior (Junior)
  - Circle of Life, musica di Elton John e testo di Tim Rice - Il re leone (The Lion King)
  - Far Longer than Forever, musica di Lex De Azevedo e testo di David Zippel - L'incantesimo del lago (The Swan Princess)
  - I'll Remember, musica e testo di Patrick Leonard, Madonna e Richard Page - With Honors (With Honors)
- 1996
  - Colors of the Wind, musica di Alan Menken e testo di Stephen Schwartz - Pocahontas (Pocahontas)
  - Hold Me, Thrill Me, Kiss Me, Kill Me, musica degli U2 e testo di Bono - Batman Forever (Batman Forever)
  - Have You Ever Really Loved a Woman?, musica e testo di Michael Kamen, Bryan Adams e Robert John Lange - Don Juan De Marco - Maestro d'amore (Don Juan DeMarco)
  - Moonlight, musica di John Williams e testo di Alan Bergman e Marilyn Bergman - Sabrina (Sabrina)
  - You've Got a Friend in Me, musica e testo di Randy Newman - Toy Story - Il mondo dei giocattoli (Toy Story)
- 1997
  - You Must Love Me, musica di Andrew Lloyd Webber e testo di Tim Rice - Evita (Evita)
  - I Finally Found Someone, musica e testo di Barbra Streisand, Marvin Hamlisch, Robert John Lange e Bryan Adams - L'amore ha due facce (The Mirror Has Two Faces)
  - For the First Time, musica e testo di James Newton Howard, Jud Friedman e Allan Dennis Rich - Un giorno per caso (One Fine Day)
  - That Thing You Do!, musica testo Adam Schlesinger - Music Graffiti (That Thing You Do!)
  - Because You Loved Me, musica testo Diane Warren - Qualcosa di personale (Up Close & Personal)
- 1998
  - My Heart Will Go On, musica e testo James Horner e Will Jennings - Titanic (Titanic)
  - Journey to the Past, musica e testo di Stephen Flaherty e Lynn Ahrens - Anastasia (Anastasia)
  - Once Upon a December, musica e testo di Stephen Flaherty e Lynn Ahrens - Anastasia (Anastasia)
  - Go the Distance, musica e testo di Alan Menken e David Zippel - Hercules (Hercules)
  - Tomorrow Never Dies, musica e testo di Sheryl Crow e Mitchell Froom - Agente 007 - Il domani non muore mai (Tomorrow Never Dies)
- 1999
  - The Prayer, musica di Carole Bayer Sager e David Foster, testo di Carole Bayer Sager David Foster, Tony Renis e Alberto Testa - La spada magica - Alla ricerca di Camelot (Quest for Camelot)
  - Uninvited, musica e testo di Alanis Morissette - City of Angels - La città degli angeli (City of Angels)
  - The Mighty, musica di Sting e testo di Trevor Jones e Sting - Basta guardare il cielo (The Mighty)
  - Reflection, musica di Matthew Wilder e testo di David Zippel - Mulan
  - When You Believe, musica di Hans Zimmer e testo di Stephen Schwartz - Il principe d'Egitto (The Prince of Egypt)
  - The Flame Still Burns, musica e testo di Mick Jones, Marti Frederiksen e Chris Diffords - Still Crazy (Still Crazy)

### 2000
- 2000
  - You'll Be in My Heart, musica e testo di Phil Collins - Tarzan (Tarzan)
  - How Can I Not Love You, musica e testo di Babyface, George Fenton e Robert Kraft - Anna and the King (Anna and the Kingt)
  - Beautiful Stranger, musica e testo di Madonna e William Orbit - Austin Powers la spia che ci provava (Austin Powers: The Spy Who Shagged Me)
  - Save Me, musica e testo di Aimee Mann - Magnolia (Magnolia)
  - When She Loved Me, musica e testo di Randy Newman - Toy Story 2 - Woody e Buzz alla riscossa (Toy Story 2)
- 2001
  - Things Have Changed, musica e testo di Bob Dylan - Wonder Boys (Wonder Boys)
  - I've Seen It All, musica di Björk e testo di Lars von Trier e Sjon Sigurdsson - Dancer in the Dark (Dancer in the Dark)
  - My Funny Friend and Me, musica di Sting e David Hartley e testo di Sting - Le follie dell'imperatore (The Emperor's New Groove)
  - When You Come Back to Me Again, musica e testo di Garth Brooks e Jenny Yates - Frequency (Frequency)
  - One in a Million, musica e testo di Bosson - Miss Detective (Miss Congeniality)
- 2002
  - Until, musica e testo di Sting - Kate & Leopold (Kate & Leopold)
  - May It Be, musica e testo di Enya, Nicky Ryan e Roma Ryan - Il Signore degli Anelli - La Compagnia dell'Anello (The Lord of the Rings: The Fellowship of the Ring)
  - Come What May, musica e testo di David Baerwald - Moulin Rouge! (Moulin Rouge!)
  - There You'll Be, musica e testo di Diane Warren - Pearl Harbor (Pearl Harbor)
  - Vanilla Sky, musica e testo di Paul McCartney - Vanilla Sky (Vanilla Sky)
- 2003
  - The Hands That Built America, musica e testo degli U2 - Gangs of New York (Gangs of New York)
  - Lose Yourself, musica di Eminem, Jeff Bass e Luis Resto, testo di Eminem - 8 Mile (8 Mile)
  - Die Another Day, musica di Madonna e Mirwais Ahmadzaï, testo di Madonna - Agente 007 - La morte può attendere (Die Another Day)
  - Here I Am, musica di Hans Zimmer e Bryan Adams, testo di Gretchen Peters - Spirit - Cavallo selvaggio (Spirit: Stallion of the Cimarron)
  - Father and Daughter, musica e testo di Paul Simon - La famiglia della giungla (The Wild Thornberry Movie)
- 2004
  - Into the West, musica e testo di Fran Walsh, Howard Shore e Annie Lennox - Il Signore degli Anelli - Il ritorno del re (The Lord of the Rings: The Return of the King)
  - Man of the Hour, musica e testo di Eddie Vedder - Big Fish - Le storie di una vita incredibile (Big Fish)
  - The Heart of Every Girl, musica di Elton John e testo di Bernie Taupin - Mona Lisa Smile (Mona Lisa Smile)
  - Time Enough for Tears, musica e testo di Bono, Gavin Friday e Maurice Seezer - In America - Il sogno che non c'era (In America)
  - You Will Be My Ain True Love, musica e testo di Sting - Ritorno a Cold Mountain (Cold Mountain)
- 2005
  - Old Habits Die Hard, musica e testo di Mick Jagger e David A. Stewart - Alfie (Alfie)
  - Accidentally in Love, musica e testo dei Counting Crows - Shrek 2 (Shrek 2)
  - Believe, musica e testo di Glen Ballard e Alan Silvestri - Polar Express (The Polar Express)
  - Learn to Be Lonely, musica di Andrew Lloyd Webber e testo di Charles Hart - Il fantasma dell'opera (The Phantom of the Opera)
  - Million Voices, musica di Jerry 'Wonder' Duplessis, Andrea Guerra e Wyclef Jean e testo di Wyclef Jean - Hotel Rwanda (Hotel Rwanda)
- 2006
  - A Love That Will Never Grow Old, musica di Gustavo Santaolalla e parole di Bernie Taupin - I segreti di Brokeback Mountain (Brokeback Mountain)
  - Christmas in Love, musica di Tony Renis e parole di Marva Jan Marrow - Christmas in Love (Christmas in Love)
  - There's Nothing Like a Show on Broadway, parole e musica di Mel Brooks - The Producers - Una gaia commedia neonazista (The Producers)
  - Travelin' Thru, parole e musica di Dolly Parton - Transamerica (Transamerica)
  - Wunderkind, parole e musica di Alanis Morissette - Le cronache di Narnia - Il leone, la strega e l'armadio (The Chronicles of Narnia: The Lion, the Witch and the Wardrobe)
- 2007
  - The Song of the Heart, parole e musica di Prince Rogers Nelson - Happy Feet (Happy Feet )
  - Never Gonna Break My Faith, parole e musica di Bryan Adams, Eliot Kennedy e Andrea Remanda - Bobby (Bobby)
  - Listen, parole e musica di Henry Krieger, Anne Preven, Scott Cutler e Beyoncé - Dreamgirls (Dreamgirls)
  - Try Not to Remember, parole e musica di Sheryl Crow - Home of the Brave (Home of the Brave)
  - A Father's Way, musica di Seal e Christopher Bruce e testo di Seal - La ricerca della felicità (The Pursuit of Happyness)
- 2008
  - Guaranteed, parole e musica di Eddie Vedder - Into the Wild - Nelle terre selvagge (Into The Wild)
  - Despedida, musica di Shakira e Antonio Pinto e parole di Shakira - L'amore ai tempi del colera (Love In The Time Of Cholera)
  - Grace Is Gone, musica di Clint Eastwood e parole di Carole Bayer Sager - Grace Is Gone (Grace Is Gone)
  - That's How You Know, musica di Alan Menken e parole di Stephen Schwartz - Come d'incanto (Enchanted)
  - Walk Hard, parole e musica di Judd Apatow, Kasdan, John C. Reilly e Marshall Crenshaw - Walk Hard: La storia di Dewey Cox (Walk Hard: The Dewey Cox Story)
- 2009
  - The Wrestler, musica e parole di Bruce Springsteen - The Wrestler
  - Down to Earth, musica di Peter Gabriel e Thomas Newman; parole di Peter Gabriel - WALL•E
  - Gran Torino, musica di Clint Eastwood, Jamie Cullum, Kyle Eastwood e Michael Stevens; parole di Kyle Eastwood e Michael Stevens - Gran Torino
  - I Thought I Lost You, musica e parole di Miley Cyrus e Jeffrey Steele - Bolt - Un eroe a quattro zampe
  - Once in a Lifetime, musica e parole di Beyoncé, Amanda Ghost, Scott McFarnon, Ian Dench, James Dring e Jody Street - Cadillac Records

### 2010
- 2010
  - The Weary Kind, parole e musica di Ryan Bingham e T-Bone Burnett - Crazy Heart
  - Cinema italiano, parole e musica di Maury Yeston - Nine
  - (I Want to) Come Home, parole e musica di Paul McCartney - Stanno tutti bene - Everybody's Fine (Everybody's Fine)
  - I See You, parole di James Horner, Simon Franglen e Kuk Harrell e musica di James Horner, Simon Franglen - Avatar
  - Winter, parole di Bono e musiche degli U2 - Brothers
- 2011
  - You Haven't Seen the Last of Me, parole e musica di Diane Warren - Burlesque
  - Bound to You, parole di Christina Aguilera e Sia Furler e musica di Samuel Dixon - Burlesque
  - Coming Gome, parole musica di Bob Di Piero, Tom Douglas, Hillary Lindsey e Troy Verges - Country Strong
  - I See The Light, parole di Glenn Slater e musica di Alan Menken - Rapunzel - L'intreccio della torre (Tangled)
  - There's a Place for Us, parole e musica di Hillary Lindsey, Carrie Underwood e David Hodges - Le cronache di Narnia - Il viaggio del veliero (The Chronicles of Narnia: The Voyage of the Dawn Treader)
- 2012
  - Masterpiece - Musica e testo di Madonna, Julie Frost e Jimmy Harry - W.E. - Edward e Wallis (W.E.)
  - Hello Hello - Musica di Elton John, testo di Bernie Taupin - Gnomeo e Giulietta (Gnomeo & Juliet)
  - The Keeper - Musica e testo di Chris Cornell - Machine Gun Preacher
  - Lay Your Head Down - Musica di Brian Byrne, testo di Glenn Close - Albert Nobbs
  - The Living Proof - Musica di Mary J. Blige, Thomas Newman e Harvey Mason Jr., testo di Mary J. Blige, Damon Thomas e Harvey Mason Jr. - The Help
- 2013
  - Skyfall (Adele Adkins, Paul Epworth) - Skyfall
  - For You (Keith Urban e Michael McDevitt) - Act of Valor
  - Not Running Anymore (Jon Bon Jovi) - Uomini di parola (Stand Up Guys)
  - Safe & Sound (Taylor Swift, Joy Williams, John Paul White, T-Bone Burnett) - Hunger Games (The Hunger Games)
  - Suddenly - Les Misérables
- 2014
  - Ordinary Love (U2) - Mandela - La lunga strada verso la libertà (Long Walk to Freedom)
  - Atlas (Coldplay) - Hunger Games: La ragazza di fuoco (The Hunger Games: Catching Fire)
  - Let It Go (Idina Menzel) - Frozen - Il regno di ghiaccio (Frozen)
  - Please Mr. Kennedy (Justin Timberlake, Oscar Isaac ed Adam Driver) - A proposito di Davis (Inside Llewyn Davis)
  - Sweeter Than Fiction (Taylor Swift) - One Chance
- 2015
  - Glory (John Legend e Common) - Selma - La strada per la libertà (Selma)
  - Big Eyes (Lana Del Rey) - Big Eyes
  - Mercy Is (Patti Smith e Lenny Kaye) - Noah
  - Opportunity (Greg Kurstin, Sia Furler e Will Gluck) - Annie - La felicità è contagiosa (Annie)
  - Yellow Flicker Beat (Lorde) - Hunger Games: Il canto della rivolta - Parte 1 (The Hunger Games: Mockingjay - Part 1)
- 2016
  - Writing's on the Wall (Sam Smith, Jimmy Napes) - Spectre
  - Love Me like You Do (Max Martin, Savan Kotecha, Ali Payami, Tove Nilsson, Ilya Salmanzadeh) - Cinquanta sfumature di grigio (Fifty Shades of Grey)
  - One Kind of Love (Brian Wilson, Scott Bennett) - Love & Mercy
  - See You Again (Justin Franks, Andrew Cedar, Charlie Puth, Cameron Thomaz) - Fast and Furious 7 (Furious 7)
  - Simple Song #3 (David Lang) - Youth - La giovinezza (Youth)
- 2017
  - City of Stars (Justin Hurwitz, Benj Pasek e Justin Paul) - La La Land
  - Can't Stop the Feeling! (Max Martin, Shellback e Justin Timberlake) - Trolls
  - Faith (Ryan Tedder, Stevie Wonder e Francis Farewell Starlite) - Sing
  - Gold (Brian Burton, Stephen Gaghan, Daniel Pemberton e Iggy Pop) - Gold - La grande truffa (Gold)
  - How Far I'll Go (Lin-Manuel Miranda) - Oceania (Moana)
- 2018
  - This Is Me (Pasek and Paul) - The Greatest Showman
  - Home (Nick Jonas, Justin Tranter e Nick Monson) - Ferdinand
  - Mighty River (Raphael Saadiq, Mary J. Blige e Taura Stinson) - Mudbound
  - Remember Me (Kristen Anderson-Lopez e Robert Lopez) - Coco
  - The Star (Mariah Carey e Marc Shaiman) - Gli eroi del Natale (The Star)
- 2019
  - Shallow (Lady Gaga, Mark Ronson, Anthony Rossomando, Andrew Wyatt) - A Star Is Born
  - All the Stars (Kendrick Lamar, SZA, Sounwave, Al Shux) - Black Panther
  - Girl in the Movies (Dolly Parton, Linda Perry) - Voglio una vita a forma di me (Dumplin')
  - Requiem for a Private War (Annie Lennox) - A Private War
  - Revelation (Jónsi, Troye Sivan, Leland) - Boy Erased - Vite cancellate (Boy Erased)

### 2020
- 2020
  - (I'm Gonna) Love Me Again (Elton John, Taron Egerton) - Rocketman
  - Beautiful Ghosts (Taylor Swift) - Cats
  - Into the Unknown (Idina Menzel, Aurora) - Frozen II - Il segreto di Arendelle (Frozen II)
  - Spirit (Beyoncé) - Il re leone (The Lion King)
  - Stand Up (Cynthia Erivo) - Harriet
- 2021
  - Io sì (Seen) (Diane Warren, Laura Pausini e Niccolò Agliardi) - La vita davanti a sé (The Life Ahead)
  - Fight for You (H.E.R., D'Mile e Tiara Thomas) - Judas and the Black Messiah
  - Hear My Voice (Daniel Pemberton e Celeste) - Il processo ai Chicago 7 (The Trial of the Chicago 7)
  - Speak Now (Leslie Odom Jr. e Sam Ashworth) - Quella notte a Miami... (One night in Miami...)
  - Tigress & Tweed (Andra Day e Raphael Saadiq) - Gli Stati Uniti contro Billie Holiday (The United States vs. Billie Holiday)
- 2022
  - No Time to Die (Billie Eilish, Finneas O'Connell) - No Time to Die
  - Be Alive (Dixson, Beyoncé) - Una famiglia vincente - King Richard (King Richard)
  - Dos Oruguitas (Lin-Manuel Miranda) - Encanto
  - Down to Joy (Van Morrison) - Belfast
  - Here I Am (Singing My Way Home) (Carole King, Jennifer Hudson e Jamie Hartman) - Respect
- 2023
  - Naatu Naatu (Kala Bhairava, M. M. Keeravani, Rahul Sipligunj) - RRR
  - Carolina (Taylor Swift) - La ragazza della palude (Where the Crawdads Sing)
  - Ciao Papa (Roeben Katz, Guillermo Del Toro) - Pinocchio
  - Hold My Hand (Lady Gaga) - Top Gun: Maverick
  - Lift Me Up (Rihanna) - Black Panther: Wakanda Forever
- 2024
  - What Was I Made For? (Billie Eilish O'Connell e Finneas O'Connell) – Barbie
  - Addicted to Romance (Bruce Springsteen) – She Came to Me
  - Dance the Night (Mark Ronson, Andrew Wyatt, Dua Lipa e Caroline Ailin) – Barbie
  - I'm Just Ken (Mark Ronson e Andrew Wyatt) – Barbie
  - Peaches (Jack Black, Aaron Horvath, Michael Jelenic, Eric Osmond e John Spiker) – Super Mario Bros. - Il film (The Super Mario Bros. Movie)
  - Road to Freedom (Lenny Kravitz) – Rustin
- 2025
  - El mal (Clément Ducol, Camille e Jacques Audiard) – Emilia Pérez
  - Beautiful That Way (Andrew Wyatt, Miley Cyrus e Lykke Li) – The Last Showgirl
  - Compress / Repress (Trent Reznor, Atticus Ross e Luca Guadagnino) – Challengers
  - Forbidden Road (Robbie Williams, Freddy Wexler e Sacha Skarbek) – Better Man
  - Kiss the Sky (Delacey, Jordan K. Johnson, Stefan Johnson, Maren Morris, Michael Pollack e Ali Tamposi) – Il robot selvaggio (The Wild Robot)
  - Mi camino (Clément Ducol e Camille) – Emilia Pérez